# バーンカディー工業団地
バーンカディー工業団地 (タイ語:สวนอุตสาหกรรมบางกะดี、英語：Bankadi Industrial Park）は、タイのバンカディー工業団地社（Bankadi Industrial Park Co., Ltd.） が管理する工業団地。1987年創設。タイ中部パトゥムターニー県ムアンパトゥムターニー郡に位置する。東芝関連の冷蔵庫、エアコン、テレビ、半導体など子会社数社を含む、家電、電子、食品産業の日系企業が入居。

## 事務所所在地
パトゥムターニー県 ムアンパトゥムターニー郡 タムボン・バーンカディー ティワーノン通り ムー5 157
（159 หมู่ที่ 5 ถนนติวานนท์ ตำบลบางกะดี อำเภอเมืองปทุมธานี จังหวัดปทุมธานี） 
- 各地からの距離
  - ドンムアン空港より16km
  - バンコクより32km
  - レームチャバン港より142km

## 用地
- 用地面積 - 総面積 188ha

## 施設
- 水道水：9,500 m³/日。

## 洪水被害
（2011年の工業団地の被災についてはタイ工業団地公社の2011年タイ北部・中部地域及びバンコク都における降雨・洪水被害の項を参照）
2011年7月から続くタイ北部の大雨により、10月にはバンコク近郊の工業団地でも洪水による浸水被害が発生。サプライヤー被災などの影響を受けて、本工業団地でも操業を停止する日系企業がでた。さらにチェンラーク運河の増水の状況によっては浸水の危険性もあると懸念されていた。10月20日夜浸水が始まり、21日までに全域が冠水した。